# Кубанський округ
Кубанський округ — адміністративно-територіальна одиниця Північно-Кавказького краю (до 16 жовтня 1924 року — Південно-Східна область) РРФСР, що існувала в 1924—1930 роках. Адміністративний центр — Краснодар.
Кубанський округ було утворено 2 червня 1924 року з частини Кубано-Чорноморської області.

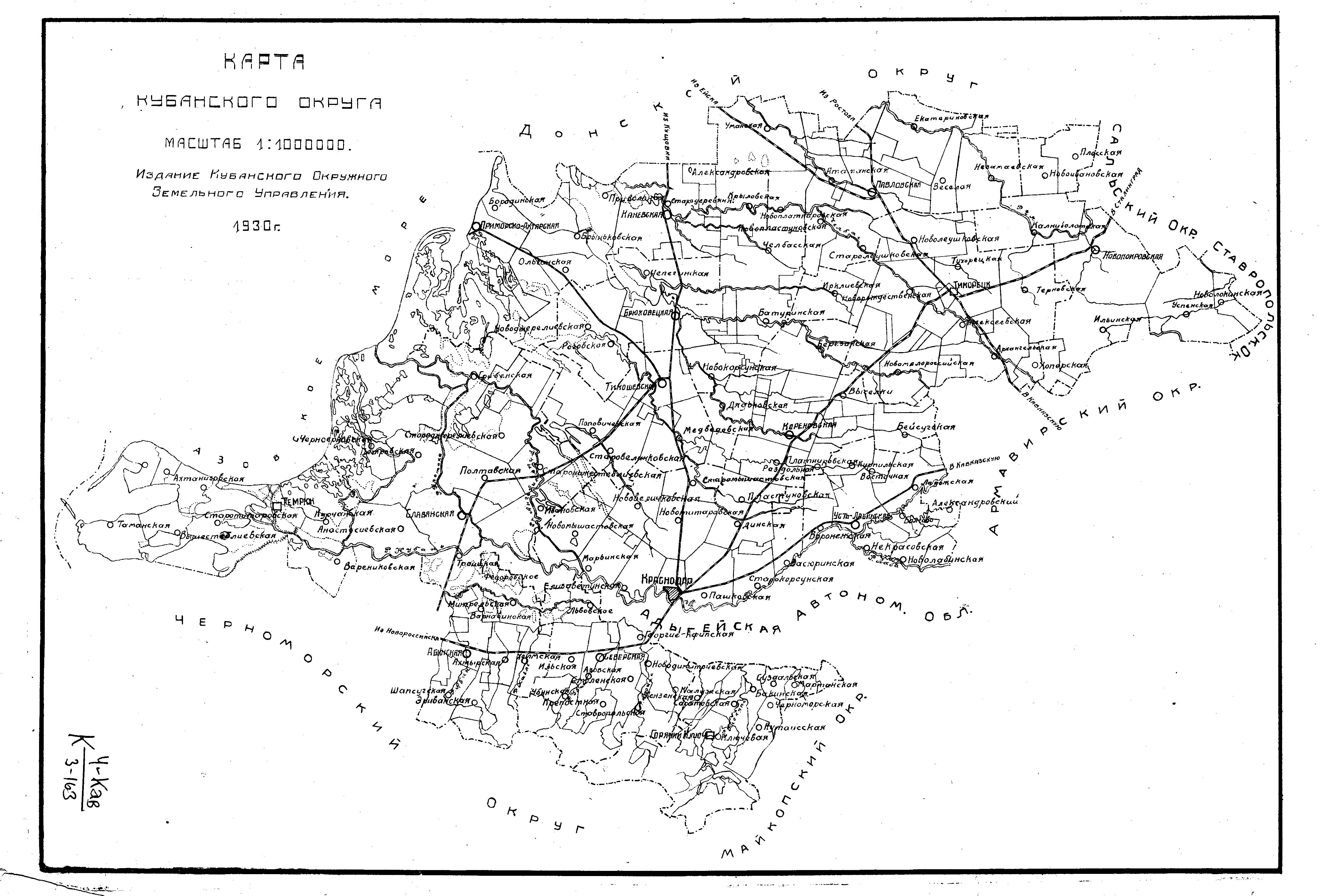
Карта Кубанського округу, 1930 р.

30 липня 1930 року Кубанський округ, як й більшість інших округів СРСР, було скасовано. Його райони відійшли в пряме підпорядкування Північно-Кавказькому краю.
За підсумками всесоюзного перепису населення 1926 року населення округу становило 1 489 088 осіб, з них міське — 210 954 осіб. З них українці — 62,2 %; росіяни — 33,8 %; вірмени — 1,4 %.

## Адміністративний поділ
Округ був поділений на 18 районів:
- Абінський
- Брюховецький
- Горячеключевський
- Канівський
- Коренівський
- Краснодарський
- Кримський
- Медведівський
- Новопокровський
- Павловський
- Поповичівський
- Приморсько-Охтарський
- Сіверський
- Слов'янський
- Темрюцький
- Тихоріцький
- Уманський
- Усть-Лабинський

У 1925 році Кримський район було передано до Чорноморського округу.
У 1927 році Медведівський район було перейменовано на Тимашевський, а Поповичівський та Уманський райони скасовані.